# Jean Philippe Peguero
Jean Philippe Peguero (Port de Paix, 29 settembre 1981) è un ex calciatore haitiano, di ruolo attaccante.

## Carriera

### Club
Ha iniziato la sua carriera nel Don Bosco con cui ha vinto il campionato di apertura del 2003. Nel marzo del 2004 è passato ai Rapids nella MLS. Nell'aprile del 2006 è passato ai Red Bulls. Nella successiva estate si è trasferito al club danese del Brøndby. Nel 2008 viene ceduto in prestito e torna negli Stati Uniti ai San Jose Earthquakes. Dopo essersi ritirato a causa di alcuni infortuni, nel 2011 riprende l'attività agonistica con i Fort Lauderdale Strikers. Finita l'esperienza americana nel 2012 torna al Don Bosco, club che lo lanciò. Alla scadenza del contratto resta svincolato. Il 28 marzo 2015, assieme ad Alexandre Boucicaut, viene ingaggiato dalla squadra domenicana del FC Moca.

### Nazionale
Esordisce nella nazionale di Haiti nel luglio del 2003 nell'amichevole contro Saint Kitts e Nevis. È stato convocato dalla Nazionale anche quando è rimasto senza squadra.
L'11 giugno 2013 segna uno storico gol nella partita amichevole pareggiata per 2-2, in rimonta, contro l'Italia a Rio de Janeiro .

## Palmarès

### Club

#### Competizioni nazionali
- Campionato haitiano: 1

Don Bosco: 2003